# بيزو دي كامبيل
بيزو دي كامبيل (بالإنجليزية: Pizzo di Campel)‏ هو أحد جبال سلسلة جبال الألب ليبونتيني ويقع في كانتون غراوبوندن في سويسرا. يحتل المرتبة رقم 339 في قائمة جبال سويسرا من حيث الارتفاع، إذ يبلغ ارتفاعه حوالي 2376 متر، بينما يبلغ ارتفاع نتوء الجبل 332 متر.